# Associação da Indústria de Gravação do Japão
A Associação da Indústria de Gravação do Japão (do inglês: Recording Industry Association of Japan  - RIAJ; 日本レコード協会 (Nippon Rekōdo Kyōkai) é um grupo comercial composto por corporações japonesas envolvidas na indústria da música. Foi fundada em 1942 como Japan Phonogram Record Cultural Association (Associação Cultural Japonesa de Registros de Fonogramas) e adotou seu nome atual em 1969. As atividades da RIAJ incluem a promoção de vendas de música, aplicação de leis de direitos autorais e pesquisas relacionadas à indústria musical japonesa. Ela também publica o RIAJ Year Book, um resumo estatístico das vendas de música de cada ano, além de distribuir uma variedade de outros dados.
Com sede em Minato, Tóquio, a RIAJ contém vinte empresas associadas e um número menor de membros associados e de suporte; algumas empresas associadas são as filiais japonesas de corporações multinacionais com sede em outros países.
A associação é responsável pela certificação de álbuns e singles de ouro, platina e milhão no Japão.

## Certificação de vendas
Em 1989, a RIAJ introduziu os sistemas de certificação de gravação de música. Sua premiação se deu com base em dados de remessa de CDs ou fitas cassetes, que foram informados por gravadoras. Em princípio, os critérios são aplicados de maneira limitada aos materiais liberados após 21 de janeiro de 1989.

### Prêmios de certificação
Atualmente, todas as vendas de música, incluindo singles, álbuns, singles de download digital estão no mesmo critério. Ao contrário de muitos países, a maior certificação não é chamada de "Diamante" ou "Platina", mas sim de "Milhão".
| Certificação | Certificação | Certificação | Certificação | Certificação | Certificação |
| Ouro         | Platina      | 2× Platina   | 3× Platina   | Milhão       | Multi-Milhão |
| ------------ | ------------ | ------------ | ------------ | ------------ | ------------ |
| 100,000      | 250,000      | 500,000      | 750,000      | 1,000,000    | 2,000,000+   |

### Certificação desinglee álbum digital
As certificações para músicas e álbuns lançados digitalmente começaram em 20 de setembro de 2006, utilizando dados de download coletados desde o início dos anos 2000.  De 2006 até 2013, havia três categorias para certificações: Chaku-uta (着うた（R）, "Tom de chamada"), Chaku-uta Full (着うたフル（R）, "Tom de Chamada Completo"), (ou seja, um download para um celular) e PC Haishin (PC配信, "Download de PC") para músicas compradas em serviços como o iTunes.
Em 28 de fevereiro de 2014, as categorias Chaku-uta Full e PC foram mescladas para criar a categoria Single Track (シングルトラック), utilizada a partir de 2014 até os dias atuais.
| Formato       | Certificação | Certificação | Certificação | Certificação | Certificação | Certificação |
| Formato       | Ouro         | Platina      | 2× Platina   | 3× Platina   | Milhão       |              |
| ------------- | ------------ | ------------ | ------------ | ------------ | ------------ | ------------ |
| Chaku-uta (R) |              |              | 500,000      | 750,000      | 1,000,000    |              |
| Single Track  | 100,000      | 250,000      | 500,000      | 750,000      | 1,000,000    |              |
| Álbum         | 100,000      | 250,000      | 500,000      | 750,000      | 1,000,000    |              |

## Critério antigo de certificação (utilizado até junho de 2003)
Antes da unificação de critérios e da introdução da categoria de vídeos musicais em julho de 2003, uma escala separada havia sido usada para prêmios de certificação:
| Formato | Tipo          | Certificação | Certificação | Certificação | Certificação | Certificação | Certificação | Certificação |
| Formato | Tipo          | Ouro         | Platina      | 2x Platina   | Milhão       | 3x Platina   | 4x Platina   |              |
| ------- | ------------- | ------------ | ------------ | ------------ | ------------ | ------------ | ------------ | ------------ |
| Álbuns  | Doméstico     | 200,000      | 400,000      | 800,000      | 1,000,000    | 1,200,000    | 1,600,000    |              |
| Álbuns  | Internacional | 100,000      | 200,000      | 400,000      | 1,000,000    | 600,000      | 800,000      |              |
| Singles | Domestico     | 200,000      | 400,000      | 800,000      | 1,000,000    | 1,200,000    | 1,600,000    |              |
| Singles | Internacional | 50,000       | 100,000      | 200,000      | 1,000,000    | 300,000      | 400,000      |              |